# Euroscar Award
L'Euroscar European Player of the Year Award è un premio attribuito ogni anno, a partire dal 1979, dal quotidiano sportivo italiano La Gazzetta dello Sport, al miglior e alla migliore cestista europeo, militante sia in Europa che nella NBA.

## Vincitori maschili
| Anno | Giocatore             | Squadra                                |
| ---- | --------------------- | -------------------------------------- |
| 1979 | Volodymyr Tkačenko    | Stroitel Kiev                          |
| 1980 | Dražen Dalipagić      | Partizan Belgrado                      |
| 1981 | Dragan Kićanović      | Partizan Belgrado / Scavolini Pesaro   |
| 1982 | Dragan Kićanović (2)  | Scavolini Pesaro                       |
| 1983 | Dino Meneghin         | Olimpia Milano                         |
| 1984 | Arvydas Sabonis       | Žalgiris Kaunas                        |
| 1985 | Arvydas Sabonis (2)   | Žalgiris Kaunas                        |
| 1986 | Dražen Petrović       | Cibona Zagabria                        |
| 1987 | Nikos Galīs           | Aris Salonicco                         |
| 1988 | Arvydas Sabonis (3)   | Žalgiris Kaunas                        |
| 1989 | Dražen Petrović (2)   | Real Madrid / Portland Trail Blazers   |
| 1990 | Toni Kukoč            | KK Spalato                             |
| 1991 | Toni Kukoč (2)        | KK Spalato / Benetton Treviso          |
| 1992 | Dražen Petrović (3)   | New Jersey Nets                        |
| 1993 | Dražen Petrović (4)   | New Jersey Nets                        |
| 1994 | Toni Kukoč (3)        | Chicago Bulls                          |
| 1995 | Arvydas Sabonis (4)   | Real Madrid / Portland Trail Blazers   |
| 1996 | Toni Kukoč (4)        | Chicago Bulls                          |
| 1997 | Arvydas Sabonis (5)   | Portland Trail Blazers                 |
| 1998 | Toni Kukoč (5)        | Chicago Bulls                          |
| 1999 | Arvydas Sabonis (6)   | Portland Trail Blazers                 |
| 2000 | Gregor Fučka          | Fortitudo Bologna                      |
| 2001 | Predrag Stojaković    | Sacramento Kings                       |
| 2002 | Dirk Nowitzki         | Dallas Mavericks                       |
| 2003 | Dirk Nowitzki (2)     | Dallas Mavericks                       |
| 2004 | Dirk Nowitzki (3)     | Dallas Mavericks                       |
| 2005 | Dirk Nowitzki (4)     | Dallas Mavericks                       |
| 2006 | Dirk Nowitzki (5)     | Dallas Mavericks                       |
| 2007 | Tony Parker           | San Antonio Spurs                      |
| 2008 | Pau Gasol             | Memphis Grizzlies / Los Angeles Lakers |
| 2009 | Pau Gasol (2)         | Los Angeles Lakers                     |
| 2010 | Pau Gasol (3)         | Los Angeles Lakers                     |
| 2011 | Dirk Nowitzki (6)     | Dallas Mavericks                       |
| 2012 | Andrej Kirilenko      | CSKA Mosca / Minnesota Timberwolves    |
| 2013 | Tony Parker (2)       | San Antonio Spurs                      |
| 2014 | Marc Gasol            | Memphis Grizzlies                      |
| 2015 | Pau Gasol (4)         | Chicago Bulls                          |
| 2016 | Miloš Teodosić        | CSKA Mosca                             |
| 2017 | Goran Dragić          | Miami Heat                             |
| 2018 | Giannīs Antetokounmpo | Milwaukee Bucks                        |
| 2019 | Luka Dončić           | Dallas Mavericks                       |
| 2020 | Kobe Bryant           |                                        |

## Vincitori femminili
| Anno | Giocatore           | Squadra      |
| ---- | ------------------- | ------------ |
| 1979 | Ul'jana Semënova    | TTT Rīga     |
| 1980 | Zorica Đurković     | Stella Rossa |
| 1981 | Zorica Đurković (2) | Stella Rossa |